# Taxobeni, Fălești
Taxobeni (numit de localnici „Toxobeni”) este un sat din raionul Fălești, Republica Moldova. Este situat la altitudinea de 61 metri față de nivelul mării. Conform recensământului din anul 2004 populația este de 1 349 locuitori. Distanța directă până la Fălești este de 22 km, iar până la Chișinău de 146 km.

## Istorie
Satul a fost atestat documentar pentru prima dată în anul 1598:
„Iata dar eu, Alivan vătah și Toma vătah și Mănăilă vatah din Toxăbeni, și Verașciac și Procop medelnicer din Telenești și popa Maciucă, tot de acolo și Petrea ușier din Miclăușeni, iată mărturisim cu aceasta carte a noastră că a venit înaintea noastră Vasile, fiul lui Drăgan din Miclăușeni, nepotul lui Cozma, nesilit de nimeni, nici asuprit și a vândut de bună voia lui dreapta sa ocină lui Zane diac, pentru una sută și șaizeci zloți tătărești, ce se va alege ocina lui, partea lui Vasile, fiul lui Drăgan, din satul Miclăușeni, din partea de jos, sa fie a lui Zane ocina și dedina cu tot venitul. Altul să nu se amestece.

Și la aceasta tocmeală au fost și alți mulți oameni buni megieși.

Și pentru mai mare tărie am pus și pecețile pe acest adevărat zapis.

Scris în Telenești, în anul 7106 <1598> Iunie 16.”
În anul 1809 în Toxobeni a fost construită bisericuță din lemn, fiind în componența Episcopiei Hușilor.
Descrierea din Dicționarul Geografic al Basarabiei an. 1904 de Zamfir Arbore:
Tocsobeni, sat, în jud. Bălți, așezat pe malul Prutului, între satele Vrănești și Gherman. Face parte din volostea Sculeni. Are 71 case, cu o populațiune de 817 suflete. Răzeșii posedă aci o răzeșie de 334 desetine. Țăranii au pământ 240 desetine. Sunt vii și grădini cu pomi.

## Demografie
Evoluția numărului de locuitori în ultimii 100 ani:
| Anul | Număr de Locuitori | Sursa                                                               |
| ---- | ------------------ | ------------------------------------------------------------------- |
| 2004 | 1 349              | Conform recensământului din anul 2004                               |
| 1904 | 817                | Conform Dicționarului Geografic an. 1904 de Zamfir Arbore Vezi aici |

Populația (Conform recensământului din anul 2004):
Locuitori - 1 349 din care:
Bărbați - 661
Femei - 688
Componența pe naționalități:
| Naționalitate    | Număr de persoane | % de locuitori |
| ---------------- | ----------------- | -------------- |
| Moldoveni/Români | 1316              | 97.55          |
| Ucraineni        | 27                | 2              |
| Ruși             | 3                 | 0.22           |
| Găgăuzi          | 1                 | 0.07           |
| Bulgari          | 1                 | 0.07           |
| Evrei            | 0                 | 0              |
| Polonezi         | 0                 | 0              |
| Romi             | 0                 | 0              |
| Altele           | 1                 | 0.07           |

## Instituții publice
- Primăria comunei Taxobeni (APL)
- Consiliul Comunal Taxobeni
- Oficiul Medicilor de Familie Taxobeni - Ambulatoriul
- Căminul de Cultură Taxobeni
- Biblioteca Publică Taxobeni
- Gimnaziul Taxobeni

## Agenți economici
- Cooperativa de Consum Bocșa - 2 magazine
- ÎI „Olei Varvara” - 2 magazine
- S.A „Floarea Soarelui” - punct de colectare a semințelor
- I.S „Poșta Moldovei” - Oficiul poștal Taxobeni

## Personalități

### Născuți în Taxobeni
- Ilie Ilașcu (n. 1952), politician român moldovean, fost deputat în Parlamentul Republicii Moldova și senator român
- Iurie Ilașcu (n. 1960), scriitor, cadru didactic
- Ambrosie Munteanu (n. 1973), episcop al Bisericii Ortodoxe Ruse

### Numere telefonice locale
- 025968581 Primăria comunei Taxobeni (recepție/primar)
- 025968711 Primăria , Contabilitate
- 025968533 Oficiul Poștal Taxobeni
- 025968625 Gimnaziul/Școala
- 025968561 Oficiul Medicilor de Familie - Ambulatoriu Taxobeni